# New West Records
New West Records es una compañía discográfica estadounidense con sede en Nashville, Tennessee y Athens, Georgia. También ha tenido oficinas en Burbank, California y Beverly Hills, California. La compañía fue establecida en 1998 por Cameron Strang. La disquera ha acogido artistas de indie rock, country alternativo y música americana. Sus producciones son distribuidas por Alternative Distribution Alliance.
La compañía ha producido discos que han ingresado en la lista de éxitos Billboard Top 200, además de artistas ganadores del premio Grammy. Las bandas y artistas que han grabado con la compañía incluyen a Dwight Yoakam, Steve Earle, Rickie Lee Jones, Kris Kristofferson, Delbert McClinton, Alice Cooper, Ian Hunter, John Hiatt, Jordan Zevon, Ray Davies, Old 97's, Stephen Bruton, The Drams, The Flatlanders y Tim Easton.
New West Records también ha publicado CD y DVD del reconocido programa "Austin City Limits".